# Garfield Range
Garfield Range är ett berg i Kanada.   Det ligger i territoriet Nunavut, i den nordöstra delen av landet, 4 000 km norr om huvudstaden Ottawa. Toppen på Garfield Range är 1 433 meter över havet, eller 644 meter över den omgivande terrängen. Bredden vid basen är 1,2 km.
Terrängen runt Garfield Range är kuperad åt sydväst, men åt nordost är den bergig. Trakten runt Garfield Range är nära nog obefolkad, med mindre än två invånare per kvadratkilometer.. Det finns inga samhällen i närheten.
Trakten runt Garfield Range är permanent täckt av is och snö.